# طارق شاهين
طارق شاهين هو رسام كارتون مصري، ولد في 1982.